# Derek Warwick
Derek Stanley Arthur Warwick (ur. 27 sierpnia 1954) – brytyjski kierowca wyścigowy.

## Kariera
W Formule 3 wystartował bardzo wcześnie, ale dopiero po kilku latach (w 1978) zdobył tytuł mistrzowski. Dało mu to przepustkę do startów w Formule 1. W latach 1979–1980 był kierowcą testowym, a w 1981-1983 wyścigowym zespołu Toleman. W pierwszym sezonie startów ani razu nie zakwalifikował się do wyścigu, a w drugim nie ukończył ani jednej eliminacji. Początek sezonu 1983 przyniósł wyścigi ukończone poza punktowaną szóstką. Jednak w czterech ostatnich wyścigach Warwick zdobywał punkty (łącznie 9), co dało mu 14. miejsce w klasyfikacji kierowców i kontrakt z mocniejszym zespołem – Renault F1. Sezon 1984 miał bardzo udany. 4 razy stał na podium, 2 razy uzyskał najlepszy czas okrążenia i na koniec sezonu był 7. z 23 punktami na koncie. Następny sezon miał słabszy, przeszedł z Renault do zespołu Brabham, gdzie nie punktował, a następnie do Arrows. Tam też rzadko punktował, choć równa jazda dała mu 8. miejsce na koniec sezonu 1988. Po sezonie 1990 spędzonym w Lotusie odszedł z F1.
Przez kolejne 2 lata startował w mistrzostwach świata samochodów sportowych, zdobywając w 1992 roku tytuł mistrzowski wraz z Yannickiem Dalmasem. W 1993 powrócił do Formuły 1 w barwach Footworka, ale był to powrót nieudany i zakończył się po roku słabych startów.
W 1995 wystartował w Brytyjskich Mistrzostwach Samochodów Turystycznych (BTCC) w zespole Alfy Romeo. Kolejne podejście do BTCC zaliczył w latach 1997–1998 w barwach Vauxhalla obsługiwanego przez zespół Triple Eight Race Engineering którego był współzałożycielem.